# Alejandro Rafael Acosta Cabrera
Alejandro Rafael Acosta Cabrera (* 2. října 1990, Maldonado, Uruguay) je uruguayský fotbalový záložník, který od léta 2016 hráč mexického klubu Tiburones Rojos de Veracruz.

## Klubová kariéra
V Uruguayi hrál postupně za Club Ituzaingó, Deportivo Maldonado a Club Atlético Atenas.
V červenci 2015 odešel na roční hostování do českého týmu Bohemians 1905 z Prahy.